# Andrei Mureșanu

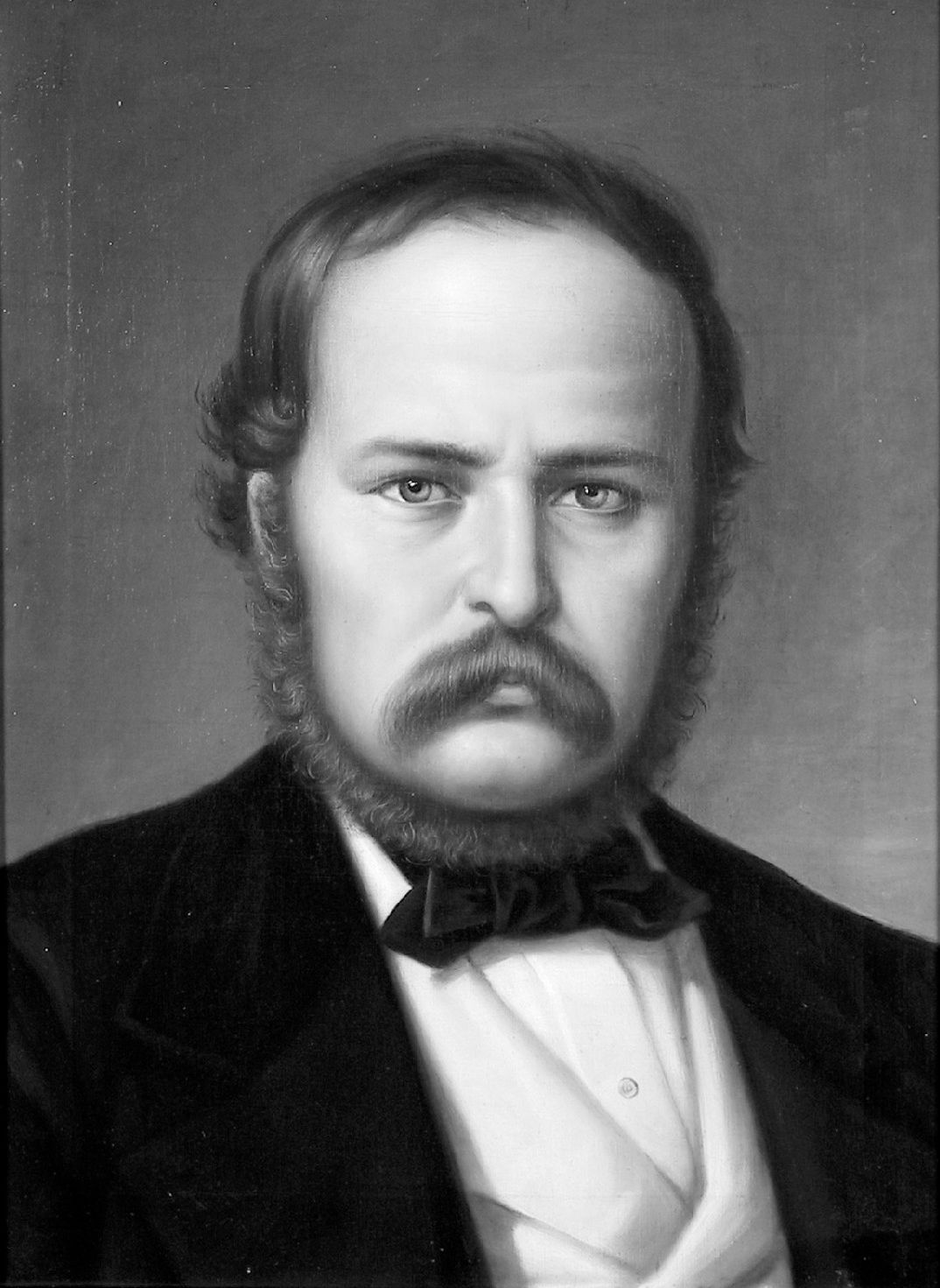
Andrei Mureșianu (retrat de Mișu Popp)

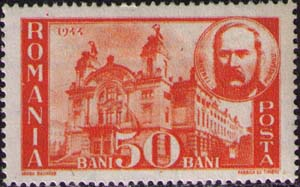
Segell de 1945

Andrei Mureșanu (pronunciat en romanès: [anˈdrej mureˈʃanu]; nascut el 16 de novembre de 1816 a Bistrița – 12 d'octubre de 1863 a Brașov) va ser un poeta i revolucionari romanès de Transsilvània (aleshores Regne d'Hongria).
Nascut en una família de petit empresari al camp, va estudiar filosofia i teologia a Blaj. El 1838 va començar a treballar com a professor a Brașov. Va publicar la seva primera poesia a la revista Foaie pentru minte, inimă și literatură (Paper per a la ment, el cor i la literatura). Va ser una de les figures cabdals de la revolució de 1848 a Transsilvània, participant en la delegació de Brașov a l'Assemblea de Blaj el maig de 1848. El seu poema Deșteaptă-te, române!, composició basada en la melodia popular d'un vell himne religiós, es va convertir en l'himne dels revolucionaris. Nicolae Bălcescu la va anomenar "La marsellesa dels romanesos" per la seva capacitat de mobilitzar el poble per lluitar. El poema es va convertir posteriorment en l'himne nacional de Romania el 1990.
Després de la revolució, Mureșanu va treballar com a traductor a Sibiu, va fer publicar algunes obres patriòtiques a la revista Telegraful Român. El 1862 la seva poesia es va reunir en un sol volum. A causa de les males condicions de salut, va morir el 1863 a Brasov.